# Tribogna
Tribogna là một đô thị ở tỉnh Genova thuộc vùng Liguria, nằm ở vị trí cách khoảng 33 km về phía đông của Genova. Tại thời điểm ngày 31 tháng 12 năm 2004, đô thị này có dân số 561 người và diện tích là 7,1 km².
Đô thị Tribogna có các frazioni (đơn vị cấp dưới, chủ yếu là thôn làng) Garbarini, Cassanesi, Piandeipreti, Aveno and Bassi.
Tribogna giáp các đô thị sau: Avegno, Cicagna, Mocònesi, Neirone, Rapallo, Uscio.